# توني لويس (ممثلة)
توني لويس (بالإنجليزية: Toni Lewis)‏ هي ممثلة أمريكية، ولدت في القرن العشرين في الولايات المتحدة.

## وصلات خارجية
- توني لويس على موقع IMDb (الإنجليزية)
- توني لويس على موقع ألو سيني (الفرنسية)
- توني لويس على موقع قاعدة بيانات الفيلم (الإنجليزية)